# Stark Sands
Stark Sands es un actor estadounidense de cine, televisión y teatro.

## Carrera
En 2002, Sands fue visto como Toby, una historia de amor se repite a la adolescente angustiado, Claire Fischer (interpretado por Lauren Ambrose), en la serie de televisión de HBO Six Feet Under (2001-2005) y coprotagonizó en Mí y Daphne (2002), un cortometraje dirigido por Rebecca Gayheart y producido por Brett Ratner. También ha coprotagonizó la película independiente, manada de perros (2002), dirigida por Ian Kessner.
Sands hizo su debut cinematográfico frente Natasha Lyonne y Jason Priestley en Die, Mommie, Die! (2003), una adaptación de la obra teatral del mismo nombre de Charles Busch. También apareció en la película Shall We Dance (2004), con Richard Gere y Jennifer Lopez.
En 2007, recibió una nominación al premio Tony como Mejor Actor en una Obra por su papel en la reposición en Broadway de El final del viaje.
Del 2 de mayo al 8 de junio de 2008, se realizó el papel de Alex en una gaviota en los Hamptons en el Teatro McCarter en Princeton, Nueva Jersey.
Sands también participó en los siete episodios de la miniserie de HBO Generation Kill acerca de la invasión de Irak en 2003, que se transmite durante el verano de 2008. En la miniserie jugó Marine Lt. Nathaniel Fick. Sands había jugado previamente un infante de marina EE. UU., Walter Ráfagas de Banderas de nuestros padres.
Créditos teatrales adicionales incluyen la adaptación musical de 2009 de Bonnie & Clyde en el La Jolla Playhouse, la producción de La tempestad que le valió St. Premio Bayfield Clair el Actors' Equity de la Fundación, que rinde homenaje a la mejor actuación de un actor en el Classic Stage Company obra de Shakespeare en el área metropolitana de Nueva York. Del 25 de junio al 12 de julio de 2009, Sands se unió a Shakespeare en la producción del Parque de la noche de Reyes, que ofrece con Anne Hathaway, Audra McDonald y Raúl Esparza.
Sands desempeñó el papel de Atún en la producción de Broadway de American Idiot, jugar de nuevo un miembro de los militares Dejó la producción el 13 de marzo de 2011; David Larsen tomó el puesto.
Sands estaba en el piloto de HBO The Miraculous Year 2010, que no fue captada por la cadena HBO. Él fue parte del elenco principal de los Rookies serie de televisión CBS. El espectáculo fue recogido en marcha a mediados de temporada , bajo el nuevo nombre de NYC 22, pero fue cancelada después de 13 episodios a transmitirse por calificaciones inadecuadas.
Sands interpretó el personaje de Troy Nelson en la película Dentro Llewyn Davis.
Sands interpreta al personaje principal, Charlie Price en los Kinky Boots musical que se estrenó en el Bank of America Theatre en Chicago, Illinois, durante un plazo de cuatro semanas en octubre de 2012. Él repitió su papel cuando el espectáculo se estrenó en Broadway en el Teatro Al Hirschfeld el 4 de abril de 2013, con vistas previas a partir del 3 de marzo de 2013. Por su papel de Charlie, Sands fue nominado para un premio Tony como Mejor Actor en un Musical.

## Filmografía y trabajo en televisión
- Six Feet Under (serie de televisión) (2002, recurrente) como Toby.
- Pack of dogs (cortometraje) (2002), como David.
- Twins (serie de televisión) (2003).
- Die, Mommie, Die! (2003) como Lance Sussman.
- Lost at Home (serie de televisión) (2003) como Will Davis.
- 11:14 (2003), como Tim.
- Chasing Liberty (2004), como Grant Hillman.
- Catch That Kid (2004), como Chad.
- Shall We Dance? (2004), Evan Clark.
- Hope & Faith (serie de televisión) (2004-2005, recurrente) como Henry.
- Pretty Persuasion (2005) como Troy.
- Nip/Tuck (2006) como Connor McNamara - 2026.
- Flags of Our Fathers (2006) como Walter Gust.
- Day of the Dead (2008), como Bud Crain/Bub.
- Primal Scream (2007), como Connor.
- Generation Kill (serie de televisión) (2008) como el teniente Nathaniel Fick.
- My Sassy Girl (2008), como un chico del ejército.
- NYC 22 (2012), como Kenny McLaren.
- Broadway Idiot (2013) como el mismo.
- Minority Report (serie de televisión) (2015) como Dash.

## Trabajo en teatro
| Año         | Título                      | Género  | Rol                      | Compañía                | Teatro                           | Lugar                            |
| 2007        | Journey's End (1928)        | Drama   | Segundo teniente Raleigh | -                       | Belasco Theatre (Broadway)       | Ciudad de Nueva York, Nueva York |
| 2008        | A Seagull in the Hamptons   | -       | Alex                     | -                       | McCarter Theatre                 | Princeton, Nueva Jersey          |
| 2009        | Bonnie & Clyde (2009)       | Musical | Clyde                    | -                       | La Jolla Playhouse               | San Diego, California            |
| 2009        | Noche de reyes (circa 1602) | Comedia | Sebastián                | Shakespeare in the Park | Delacorte Theater                | Ciudad de Nueva York, Nueva York |
| 2010 - 2011 | American Idiot              | Musical | Tunny                    | -                       | Teatro San James (Broadway)      | Ciudad de Nueva York, Nueva York |
| 2013        | Kinky Boots                 | Musical | Charlie Price            | -                       | Al Hirschfeld Theatre (Broadway) | Ciudad de Nueva York, Nueva York |
| ----------- | --------------------------- | ------- | ------------------------ | ----------------------- | -------------------------------- | -------------------------------- |

## Premios
| 2007 | Premios Tony                | mejor actor de reparto en una obra de teatro                                                  | Nominado | Journey's End  |
| 2007 | Theatre World Award         | Outstanding New York City Stage Debut Performance                                             | Ganador  | Journey's End  |
| 2009 | Bayfield Award              | Mejor Actuación de un Actor en un juego de Shakespeare en el área metropolitana de Nueva York | Ganador  | La tempestad   |
| 2010 | Broadway.com Audience Award | Actor Destacado en un musical de Broadway                                                     | Nominado | American Idiot |
| 2013 | Premios Tony                | Mejor actor en un musical                                                                     | Nominado | Kinky Boots    |

## Vida personal
El 9 de julio de 2011, Sands se casó con Gemma Clarke.